# Dionisie Ghermani

Dionisie Ghermani
fotografie din 1990

Dionisie Ghermani (n. 29 iulie 1922, București – d. 5 iulie 2009, București) a fost un profesor, scriitor, filosof, istoric și politolog român legionar.
În timpul studenției sale, Dionisie Ghermani a aderat ca membru la organizația Frăția de Cruce și a devenit conducătorul acestei secțiuni a mișcării legionare. Din 1941, după eșecul rebeliunii legionare, Dionisie Ghermani a trăit la Berlin. În perioada 1944-45, a colaborat cu guvernul național din exil la Viena, condus de Horia Sima.
Licențiat în științe politice și doctor în filozofie, Prof. Dr. Phil. Dipl. Sc. Pol., Dionisie Ghermani a fost profesor la Hochschule für Politik (Universitatea politică) din München.
A lucrat la Institut für Rumänienforschung (Institutul pentru studierea României) din München.
A înființat în Germania Deutsch-Rumänisches Interdisziplinäres Forschungsinstitut (DRIFI) (Institutul de cercetări interdisciplinare româno-germane).
A fost membru de onoare și unul dintre suporterii cei mai activi ai Cenaclului Literar - Artistic „Apoziția" din München.

## Opera

### Volume publicate

#### Autor
- Dionisie Ghermani, Die kommunistische Umdeutung der rumänischen Geschichte unter besonderer Berücksichtigung des Mittelalters, 189 p., Editura R. Oldenbourg, München, 1967.
- Dionisie Ghermani, Die nationale Souveränitätspolitik der SR Rumänien, 206 p., Editura R. Oldenbourg, München, 1981, ISBN 3486507818
- Dionisie Ghermani, Rumäniens Reformverdrossenheit - Keine Ansätze von Neuerung. Paderborn, Verlag Ferdinand Schoningh, 1988.
- Dionisie Ghermani, Despre democrație: un conflict între deziderat și realizare; Unitatea ordine-libertate, 176 p., prefață de Nicolae Stroescu-Stînișoară, Editura Dacia, 1996, ISBN 973-35-0548-X
- Dionisie Ghermani, Fenomenul democratic de la Grecia antică la contemporani: o pledoarie pentru valorile clasice, 124 p., Colecția Alter, 2006, ISBN 978-973-8915-05-8

#### Coautor
- Radu Floresco, Dionisie Ghermani, George Cioranesco, Grigore Filiti: Aspects des Relations Sovieto-Roumaines, 1967-1971, 239 p., Editura Minard, 1971
- Gosztonyi Péter, Dionisie Ghermani: Zur Geschichte der europäischen Volksarmeen, 270 p., Editura Hohwacht, 1976, ISBN 3873530481

### Articole publicate
- Dionisie Ghermani: Ceausescus Rolle in der Weltdiplomatie, in: Wissenschaftlicher Dienst Südosteuropa : Quellen und Berichte über Staat, Verwaltung, Recht, Bevölkerung, Wirtschaft, Wissenschaft und Veröffentlichungen in Südosteuropa. - München : Inst, ISSN 0043-695X, ZDB-ID 2024391. - Vol. 27.1978, 4, p. 98-102